# Das Duell (2016)
Das Duell (Originaltitel: The Duel) ist ein US-amerikanischer Spätwestern aus dem Jahr 2016. Regie führte Kieran Darcy-Smith, das Drehbuch schrieb Matt Cook. In den Hauptrollen sind Liam Hemsworth, Woody Harrelson, Alice Braga und Emory Cohen zu sehen.

## Handlung
Zu Beginn des Films sieht man, wie Jesse Kingston in einem „Helena-Duell“ (zwei mit einer Hand aneinander gefesselte Männer kämpfen mit Messern) von Abraham Brant getötet wird.
20 Jahre später, im Jahr 1887, wird der Texas Ranger David Kingston, Sohn des getöteten Duellanten, von Gouverneur Lawrence „Sul“ Ross in die abgelegene Stadt Mount Hermon an der mexikanischen Grenze geschickt. Er soll das Verschwinden etlicher mexikanischer Bürger untersuchen und insbesondere nach Maria Calderon suchen, der verschwundenen Nichte eines mexikanischen Generals.
Weil Kingstons mexikanische Frau Marisol ihm Vorwürfe macht, sie alleine und schutzlos zurückzulassen, nimmt er sie mit auf die Reise. In Mount Hermon hält der Prediger und Bürgermeister Abraham Brant – der Mann, der Kingstons Vater 1866 in dem Duell tötete – alle Einwohner in einem seltsamen Bann. Als Kingston unter falschem Namen in der Stadt ankommt, verhalten sich die Einwohner ihm gegenüber kalt und feindselig, mit Ausnahme von Brant, der Interesse an Kingstons Frau Marisol hat und sie umwirbt.
Kingston verbirgt seine wahren Ziele und gibt sich als Reisender auf der Suche nach einer neuen Heimat aus. Brant will ihn im Ort halten und verschafft ihm die Position des Sheriffs; der Neuankömmling nimmt die Stellung an in der Hoffnung, sich damit lange genug zu schützen, um seine Ermittlungen durchführen zu können.
Während Kingston als der neue Sheriff die Stadt erkundet und den nahe gelegenen Rio Grande nach Leichen absucht, manipuliert Brant die willensschwache Marisol und macht sie von sich abhängig. Sie wird so zu seiner willigen Gefährtin und verrät ihm die Geheimnisse ihres Mannes.
Im Saloon trifft Kingston die Bardame und Prostituierte Naomi, die ihn vor Brant und seiner Gefährlichkeit warnt. Später sucht sie seinen Schutz, nachdem sie im Bordell von einem englischen Touristen misshandelt und zusammengeschlagen worden ist. Sie flieht aus der Stadt, und Kingston findet sie an einem Baum erhängt und voller Blut.
Kingston entdeckt auf seinen Streifzügen Brants Geheimnis: Er entführt Mexikaner und verkauft sie an wohlhabende englische und chinesische Erlebnistouristen als Jagdbeute. Der Texas Ranger beobachtet, wie Brant die Gefangenen nacheinander einzeln aus dem Gefängnis holt und zum Wegrennen Richtung Mexiko auffordert. Die Jäger-Touristen verfolgen sie zu Pferd, erschießen sie auf ihrer aussichtslosen Flucht und skalpieren sie; anschließend werden sie von Brants Sohn Isaac im Fluss entsorgt.
Als Kingston im Saloon die Touristen, Brant und dessen Helfershelfer darob zur Rede stellt, werden die Touristen nacheinander erschossen, und Kingston schlägt Isaac nieder. Dieser fordert ihn nun zu einem „Helena-Duell“ heraus. Beim Kampf mit dem Messer tötet Kingston Isaac, wird dabei aber selbst schwer verwundet.
Brant organisiert jetzt eine Jagd auf Kingston: Er gibt ihm, seiner Überlegenheit sicher, ein Gewehr mit Munition und lässt ihn mit einer Nacht Vorsprung aus der Stadt weglaufen. Am nächsten Tag nimmt er zusammen mit drei weiteren Jägern die Verfolgung auf.
Kingston läuft zum Fluss und befreit die gefangenen Mexikaner, darunter auch Maria Calderon, die Nichte des mexikanischen Generals, aus ihrem abgelegenen Gefängnis.
Er erschießt aus der Distanz Brants drei Helfer und verscheucht die Pferde; es kommt zu einem längeren Schusswechsel zwischen ihm und Brant, beide werden verletzt. Als ihm die Munition ausgeht, gelingt es Kingston als letztes Mittel, einen großen Felsbrocken auf Brant stürzen zu lassen, und Brants Bein wird unter dem Felsen eingeklemmt. Wehrlos muss er erdulden, wie Kingston ihn nun mit seinem eigenen Revolver zu erschießen droht. Ermattet lässt dieser ihn aber am Leben und wird selbst ohnmächtig. Brant schneidet sich sein eigenes Bein ab und kriecht zu dem Verwundeten. Just als er Kingston die Kehle durchschneiden will, taucht Maria auf und erschießt Brant. Sie reiten weg, und Kingston wirft Brants Leiche in den Rio Grande, direkt neben einer der toten und skalpierten mexikanischen Frauen.
General Calderon ist dem Gouverneur und Kingston dankbar, dass er seine Nichte zurückbekommen hat. Als die Männer in die Stadt und zum Gefängnis zurückkehren, finden sie die Stadt verlassen vor, und von dem Gefängnis fehlt jede Spur. Kingston, wieder gesundet, reitet weg; es bleibt offen, ob und wann er wiederkommen wird.

## Dreharbeiten
Die Dreharbeiten begannen am 15. September 2014 in Greenwood im US-Bundesstaat Mississippi. Gedreht wurde größtenteils im ehemaligen Florewood State Park, der für den Film in eine alte Grenzstadt verwandelt wurde.